# Olivia Williams
Olivia Haigh Williams (Londres, 26 de julho de 1968) é uma atriz britânica.

## Biografia
Williams nasceu em Camden Town, distrito de Londres, capital da Inglaterra. Seus pais são advogados. Graduou-se no Newnham College da Universidade de Cambridge, em Inglês e Literatura, e, em seguida, estudou Artes Dramáticas na Bristol Old Vic Theatre School durante dois anos e passou três anos na Royal Shakespeare Company.
Em 2 de novembro de 2003, Williams se casou com o ator e dramaturgo americano Rhashan Stone. O casal tem dois filhos, Esmé Ruby (nascido em 6 de abril de 2004) e Roxana May (nascida em 7 de abril de 2007). Ela manteve por três anos, uma relação com Radoslaw Sikorski, o atual ministro polonês de Relações Exteriores. Sikorski deixou a Polônia em 1981, estudou em Oxford, obteve a cidadania britânica em 1984 e renunciou em 2006.
Williams pratica Bikram Yoga e passeios de bicicleta quando está filmando. Depois de trabalhar em O Mensageiro, ela passou um tempo estudando na Bolívia, os urso-de-óculos. Desde 2006, tem escrito ocasionalmente matérias sobre viagens para o "Independent Traveller" do jornal britânico, The Independent on Sunday.
Em 2000, ela escreveu e leu o conto "The Significance Of Hair" para a BBC Radio.

### Carreira
Após a formatura, Williams trabalhou com a Royal Shakespeare Company, em Stratford-upon-Avon e Londres e em 1995 excursionou pelos Estados Unidos na produção Ricardo III de Shakespeare, estrelado por Ian McKellen. Sua primeira aparição importante diante das câmeras foi como "Jane Fairfax" no filme britânico para TV, Emma (1996), baseado no romance de Jane Austen de 1816.
Williams fez sua estreia no cinema em 1997, no filme O Mensageiro, depois de fazer um teste com Kevin Costner. Mais tarde, ela ganhou o papel principal de "Rosemary Cross" em Três É Demais de Wes Anderson (1998). Em seguida, ela atuou como "Anna Crowe", a esposa de Bruce Willis no sucesso O Sexto Sentido (1999). Desde então, Williams tem aparecido em vários filmes britânicos, incluindo Um Golpe de Sorte (2001), Meu Amor Minha Perdição (2002), pelo qual ganhou o British Independent Film Award de Melhor Atriz e Educação (2009). Olivia também interpretou a "Sra. Darling" na adaptação para o cinema mais recente de Peter Pan. Williams não foi creditada por seu papel como Dra. Moira McTaggert em 2006 no filme X-Men: O Confronto Final. Na TV, Williams retratou a escritora britânica, Jane Austen em Miss Austen Regrets (2008) e foi lançada como "Adelle DeWitt" na série de ficção científica Dollhouse de Joss Whedon, que foi ao ar pela Fox de 2009 a 2010.

## Filmografia
| Filmes    | Filmes                              | Filmes                                 | Filmes                               |
| Ano       | Título original                     | Título em português                    | Papel                                |
| --------- | ----------------------------------- | -------------------------------------- | ------------------------------------ |
| 1996      | Emma                                | br/pt: Emma                            | Jane Fairfax (para TV)               |
| 1997      | Gaston's War                        |                                        | Nicky                                |
| 1997      | The Postman                         | br: O Mensageiro                       | Abby                                 |
| 1998      | Rushmore                            | br: Três É Demais                      | Rosemary Cross                       |
| 1999      | The Sixth Sense                     | br: O Sexto Sentido                    | Anna Crowe                           |
| 2000      | Jason and the Argonauts             | br: Jasão e os Argonautas              | Hera (para TV)                       |
| 2000      | Four Dogs Playing Poker             | br: Na Mira do Inimigo                 | Audrey                               |
| 2000      | Dead Babies                         |                                        | Diana                                |
| 2000      | Born Romantic                       |                                        | Eleanor                              |
| 2001      | The Body                            | br: O Corpo                            | Sharon Golban                        |
| 2001      | Lucky Break                         | br: Um Golpe de Sorte                  | Annabel Sweep / Lady Hamilton        |
| 2001      | The Man from Elysian Fields         | br: Confissões de um Sedutor           | Andrea                               |
| 2002      | The Heart of Me                     | br: Meu Amor Minha Perdição            | Madeleine                            |
| 2002      | Below                               | br: Submersos                          | Claire                               |
| 2003      | To Kill a King                      | br: Morte ao Rei                       | Lady Anne Fairfax                    |
| 2003      | Peter Pan                           | br: Peter Pan                          | Sra. Darling                         |
| 2004      | Agatha Christie: A Life in Pictures |                                        | Agatha Christie (para TV)            |
| 2005      | Valiant                             | br: Valiant - Um Herói Que Vale a Pena | Victoria (voz)                       |
| 2005      | Tara Road                           | br: Tara Road - Aprendendo a Viver     | Ria                                  |
| 2005      | Mockingbird                         |                                        | Mãe                                  |
| 2006      | Krakatoa: The Last Days             |                                        | Johanna Beijerinck (para TV)         |
| 2006      | X-Men: The Last Stand               | br: X-Men: O Confronto Final           | Dra. Moira McTaggert (não creditada) |
| 2007      | Damage                              |                                        | Michelle Cahill (para TV)            |
| 2008      | Miss Austen Regrets                 |                                        | Jane Austen (para TV)                |
| 2008      | Flashbacks of a Fool                | br: Reflexos da Inocência              | Grace Scot                           |
| 2008      | Broken Lines                        |                                        | Zoe                                  |
| 2009      | An Education                        | br: Educação                           | Srta. Stubbs                         |
| 2010      | Sex & Drugs & Rock & Roll           |                                        | Betty                                |
| 2010      | The Ghost Writer                    | br: O Escritor Fantasma                | Ruth Lang                            |
| 2010      | Longfellow                          |                                        | Emma Stiles                          |
| 2011      | Hanna                               |                                        |                                      |
| 2012      | Now Is Good                         |                                        | Tessa's Mother                       |
| 2014      | Maps to the Stars                   |                                        | Cristina Weiss                       |
| 2015      | Seventh Son                         | br: O Sétimo Filho                     | Mam - mãe de Tom                     |
| Séries    |                                     |                                        |                                      |
| Ano       | Título                              | Papel                                  | Episódios                            |
| 1992      | Van der Valk                        | Irene Kortman                          | 1 episódio                           |
| 1992      | Ruth Rendell Mysteries              | Jennifer Norris                        | 1 episódio                           |
| 1997      | Beck                                | Karen Quinn                            | Episódio desconhecido                |
| 1998      | Friends                             | Felicity                               | 1 episódio                           |
| 2001      | Spaced                              | Knocked-down Cyclist                   | 1 episódio                           |
| 2009/2010 | Dollhouse                           | Adelle DeWitt                          | 27 episódios                         |

### Prêmios e indicações
| Prêmios | Prêmios   | Prêmios                         | Prêmios                            | Prêmios         |
| Ano     | Resultado | Premiação                       | Categoria                          | Título          |
| ------- | --------- | ------------------------------- | ---------------------------------- | --------------- |
| 2002    | Indicada  | Empire Awards                   | Melhor atriz britânica             | Lucky Break     |
| 2003    | Venceu    | British Independent Film Awards | Melhor atriz                       | The Heart of Me |
| 2010    | Indicada  | Screen Actors Guild Awards      | Melhor elenco                      | An Education    |
| 2010    | Indicada  | ALFS Awards                     | Atriz coadjuvante britânica do ano | An Education    |